# Берёзкинское сельское поселение (Татарстан)
Березкинское се́льское поселе́ние — муниципальное образование в Высокогорском районе Татарстана Российской Федерации.
Административный центр — село Берёзка.

## История
Статус и границы сельского поселения установлены Законом Республики Татарстан от 31 января 2005 года № 20-ЗРТ «Об установлении границ территорий и статусе муниципального образования "Высокогорский муниципальный район" и муниципальных образований в его составе».

## Население
| 2010  | 2011  | 2012 | 2013 | 2014  | 2015  | 2016  |
| ----- | ----- | ---- | ---- | ----- | ----- | ----- |
| 948   | ↗949  | ↗961 | ↘948 | ↗1830 | ↗1840 | ↘1828 |
| 2017  | 2018  |      |      |       |       |       |
| ↘1779 | ↘1765 |      |      |       |       |       |

## Состав сельского поселения
| №  | Населённый пункт | Тип населённого пункта       | Население |
| -- | ---------------- | ---------------------------- | --------- |
| 1  | Абла             | деревня                      |           |
| 2  | Берёзка          | село, административный центр |           |
| 3  | Берли            | деревня                      |           |
| 4  | Большой Починок  | деревня                      |           |
| 5  | Инся             | село                         |           |
| 6  | Малый Починок    | деревня                      |           |
| 7  | Мамонино         | село                         |           |
| 8  | Олуяз            | деревня                      |           |
| 9  | Соловцово        | деревня                      |           |
| 10 | Тимофеевка       | деревня                      |           |
| 11 | Чирша            | село                         |           |
| 12 | Шуман            | село                         |           |